# Andrej Kabjakoŭ
Andrej Uladzimiravitj Kabjakoŭ (belarusiska: Андрэ́й Уладзі́міравіч Кабяко́ў łacinka: Andrej Uładzimiravič Kabiakoŭ, ryska: Андре́й Влади́мирович Кобяко́в, Andrej Vladimirovitj Kobjakov), född 21 november 1960 i Moskva, Ryska SFSR, Sovjetunionen (nuvarande Ryssland), är en belarusisk politiker och var den 27 december 2014–18 augusti 2018 Belarus premiärminister.